# Nitro Snowboards
Nitro Snowboards est un fabricant de snowboards créé en 1990 à Seattle. Toutes les planches sont conçues à Seattle et fabriquées en Autriche. Outre les planches, la marque produit également des fixations (marque Raiden), des boots et des vêtements.
La marque Nitro fait désormais partie du groupe industriel italien Tecnica. Le snowboarder canadien Sébastien Toutant est sponsorisé par cette marque.

## Note
1. ↑  «Nitro Bio» [archive du 14 de diciembre de 2007] (consulté le 11 janvier 2008)